# Université technologique de la Shannon: Midlands-Midwest
 (décembre 2023).
La mise en forme du texte ne suit pas les recommandations de Wikipédia : il faut le « wikifier ».
Les points d'amélioration suivants sont les cas les plus fréquents. Le détail des points à revoir est peut-être précisé sur la page de discussion.
- Les titres sont pré-formatés par le logiciel. Ils ne sont ni en capitales, ni en gras.
- Le texte ne doit pas être écrit en capitales (les noms de famille non plus), ni en gras, ni en italique, ni en « petit »…
- Le gras n'est utilisé que pour surligner le titre de l'article dans l'introduction, une seule fois.
- L'italique est rarement utilisé : mots en langue étrangère, titres d'œuvres, noms de bateaux, etc.
- Les citations ne sont pas en italique mais en corps de texte normal. Elles sont entourées par des guillemets français : « et ».
- Les listes à puces sont à éviter, des paragraphes rédigés étant largement préférés. Les tableaux sont à réserver à la présentation de données structurées (résultats, etc.).
- Les appels de note de bas de page (petits chiffres en exposant, introduits par l'outil «  Source ») sont à placer entre la fin de phrase et le point final[comme ça].
- Les liens internes (vers d'autres articles de Wikipédia) sont à choisir avec parcimonie. Créez des liens vers des articles approfondissant le sujet. Les termes génériques sans rapport avec le sujet sont à éviter, ainsi que les répétitions de liens vers un même terme.
- Les liens externes sont à placer uniquement dans une section « Liens externes », à la fin de l'article. Ces liens sont à choisir avec parcimonie suivant les règles définies. Si un lien sert de source à l'article, son insertion dans le texte est à faire par les notes de bas de page.
- La présentation des références doit suivre les conventions bibliographiques. Il est recommandé d'utiliser les modèles {{Ouvrage}}, {{Chapitre}}, {{Article}}, {{Lien web}} et/ou {{Bibliographie}}. Le mode d'édition visuel peut mettre en forme automatiquement les références.
- Insérer une infobox (cadre d'informations à droite) n'est pas obligatoire pour parachever la mise en page.

Pour une aide détaillée, merci de consulter Aide:Wikification.
Si vous pensez que ces points ont été résolus, vous pouvez retirer ce bandeau et améliorer la mise en forme d'un autre article.

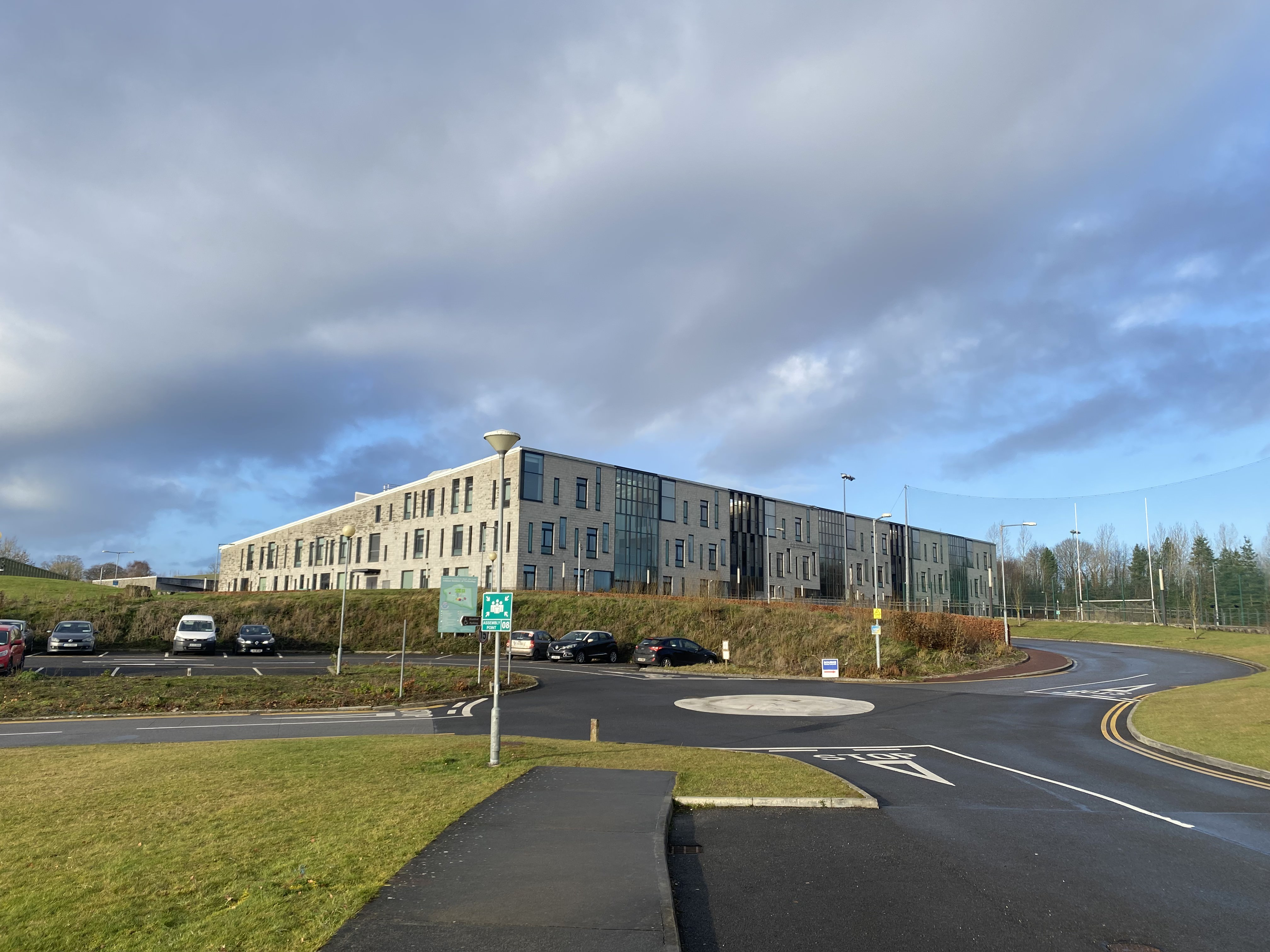
Bâtiment d'ingénierie et des sciences du campus d'Athlone

L'université technologique du Shannon : Midlands Midwest (TUS ; en irlandais : Ollscoil Teicneolaíochta na Sionainne: Lár Tíre Iarthar Láirr) est une université publique en Irlande. Il s'agit d'une université technologique, la troisième du genre à être créée en Irlande, et ouverte en octobre 2021.
L'université est le résultat de la fusion de deux instituts de technologie : l'Athlone Institute of Technology (AIT) et le Limerick Institute of Technology (LIT). Le Consortium AIT-LIT a été créé à la suite de l'adoption du projet de loi sur les universités technologiques, qui exigeait qu'au moins deux instituts demandent ensemble le statut d'université.
L'université a officiellement ouvert ses portes le 1er octobre 2021 pour desservir à la fois les régions des Midlands et du Midwest du pays. Il compte actuellement six campus situés dans quatre comtés et trois provinces d'Irlande. Ils sont situés à Limerick, Athlone, Thurles, Clonmel et Ennis.

## Histoire

### Institut de technologie de Limerick
Le Limerick Institute of Technology (LIT) trouve ses racines dans l'école d'art ornemental de la rue Leamy, à Limerick, le 3 juillet 1852. Celui-ci a rouvert ses portes en 1855 sur Cecil Street sous les auspices du Limerick Athenaeum, fondé par William Lane Joynt. Le Limerick Athenaeum faisait partie d'un mouvement international de promotion de l'apprentissage artistique et scientifique, lancé par John Wilson Croker à l'Athenaeum Club de Londres en 1823.
Pendant une grande partie de l'histoire de l'école, elle a été constituée en tant qu'Institut technique municipal (connu localement sous le nom de "The Red Tech"), qui a ouvert ses portes en 1910.[1] Dans les années 1970, elle avait tellement grandi qu'un nouveau campus a dû être acquis à Moylish pour l'éducation technique, tandis que l'éducation artistique continuait dans plusieurs endroits du centre-ville.
Le Comité d'éducation professionnelle de la ville de Limerick (VEC) a fondé le collège en 1975 sous le nom de Limerick Technical College. L'institut a été constitué en tant que Limerick College of Art, Commerce and Technology (Limerick CoACT) en 1980, est devenu un collège technique régional en 1993, et enfin un institut de technologie en 1997.
En 2012, le LIT a fusionné avec le Tipperary Institute, fondé en 1998. Cette fusion a apporté deux nouveaux emplacements de campus à Thurles et Clonmel, tout en augmentant la présence de l'institution dans la région. Cette présence a été encore étendue dans le comté de Clare lorsque l'institut a introduit l'éducation de niveau universitaire à son Ennis Learning Centre en 2016. En 2017, l'institut a obtenu l'autorisation de planification pour un nouveau campus à Coonagh à Limerick, axé sur l'enseignement et la recherche en ingénierie.
Pat MacDonagh a été à la tête du collège de 1978 à sa transformation. Il a démissionné de son poste de directeur en 2003. Le Dr Maria Hinfelaar a rejoint l'institut en 2004 en tant que présidente, servant pendant 11 ans.[2] En 2016, Vincent Cunnane a été nommé président de l'institut.[3]

### Institut de technologie d'Athlone
L'Institut de technologie d'Athlone (AIT) a été créé par le gouvernement irlandais en 1970 en tant que Collège Technique Régional d'Athlone, sous le contrôle du Comité d'Éducation Professionnelle local. Le collège a gagné en autonomie avec la promulgation de la loi sur les collèges techniques régionaux de 1992. À la fin de l'année 1997, tout comme les autres collèges techniques régionaux, il a été renommé Institut de technologie d'Athlone (AIT). En 1999, l'AIT est devenu une autorité de validation avec le pouvoir de délivrer des diplômes HETAC.
En 2000, Ciarán Ó Catháin a été nommé président de l'institut. Le Dr David Fenton et James Coyle ont précédemment occupé ce poste, ayant été appelés directeur et principal.
L'AIT avait une superficie de campus de 44 acres, avec des installations neuves spécialement conçues, dont le bâtiment des Études en Hôtellerie, Tourisme et Loisirs, construit en 2003 ; le bâtiment des Sciences Infirmières et de la Santé et le Centre d'Innovation et de Recherche des Midlands, construits en 2005 ; ainsi que le bâtiment d'Ingénierie et d'Informatique et le Pôle de Recherche de Troisième Cycle, construits en 2010.[4]

### Formation du Consortium AIT-LIT
En 2018, l'Institut de technologie d'Athlone a examiné la possibilité de devenir une université à part entière. Cependant, le projet de loi sur les universités technologiques adopté par l'Oireachtas plus tôt cette année-là a exclu cette possibilité en déclarant que deux instituts ou plus devaient faire une demande conjointe pour obtenir le statut universitaire.[5][6][7][8][9]
Un consortium entre l'Institut de technologie d'Athlone et l'Institut de technologie de Limerick (ALTU) a été formé[10] et annoncé en octobre 2019,[11] avec l'intention de créer une université technologique pour les régions du centre-ouest et du centre de l'Irlande, centrée sur la rivière Shannon,[12][13][14][15][16] avec Athlone et Limerick toutes deux situées le long de celle-ci.[17] L'objectif était d'établir une nouvelle université technologique pour l'Irlande centrale et du milieu-ouest, avec une date d'ouverture prévue le 1er septembre 2021.

### Demande et approbation
Le 23 novembre 2020, le Consortium AIT-LIT a annoncé que la demande conjointe de l'Institut de Technologie de Limerick et de l'Institut de Technologie d'Athlone pour le statut d'université technologique (TU) avait été soumise pour approbation.[18][19][20]
L'approbation du gouvernement a été officiellement annoncée par le ministre de l'Enseignement supérieur, de la Recherche, de l'Innovation et des Sciences, Simon Harris, en mai 2021, faisant d'elle la troisième université technologique à être établie en Irlande.[21] Le 31 août 2021, il a été annoncé que le président sortant de LIT, Vincent Cunnane, serait nommé premier président de la nouvelle université technologique.[22]

## Opérations
L'organe de gouvernance de l'université technologique de la Shannon : Midlands Midwest a été créé pour superviser l'université. Josephine Feehily en est la présidente, tandis que Vincent Cunnane occupe le poste de président.[23] Actuellement, l'université compte une population de 14 000 étudiants et 1 200 membres du personnel.[24][25] Les campus où se trouve l'Institut de technologie d'Athlone sont désormais désignés sous le nom de TUS : Midlands, tandis que les campus où se trouve l'Institut de technologie de Limerick sont désignés sous le nom de TUS : Midwest.
La réunion inaugurale de l'organe de gouvernance a eu lieu en avril 2022 sur le campus du centre de l'Irlande à Athlone.[26]